# Ebba Högström (översättare)
Ebba Högström, född 1988, är en svensk översättare som översätter från tyska till svenska. 
Högström har en masterexamen i översättningsvetenskap och har även studerat litteraturvetenskap och tyska.

## Utmärkelser
- 2023 – Prisma Litteraturpris, årets översättning, "allt det här nu" av Anna Stern(de) i översättning av Ebba Högström.[2]

## Översättningar (urval)
- Aichinger, Ilse (2020). Det större hoppet: roman. [Lund]: Ellerströms. Libris p16ftb81ml218gmb. ISBN 9789172475946
- Haratischwili, Nino (2021). Det åttonde livet (till Brilka): roman. [Göteborg]: It-lit. Libris 2ft0skl80v66mhh0. ISBN 9789198618389
- Meyer, Clemens (2022). De tysta satelliterna. Översättning: Högström Ebba, Wadensjö Måns. [Malmö]: Ellerströms. Libris xcd62rmlvz6c2jdv. ISBN 9789172476790
- Stern, Anna (2023). allt det här nu. Göteborg: it-lit. Libris 8ps66mmg6rg70xc5. ISBN 9789198743562
- Šiškin, Michail Pavlovič (2023). Krig eller fred: Ryssland och väst - ett närmande. Stockholm: Fri tanke. Libris hz3r7039fqbjl9kq. ISBN 9789189526235